# Andecha
La andecha es una institución del derecho consuetudinario asturiano.

## Características
El término "andecha" deriva del vocablo latino indicta de indicere (anunciar) –se “llama a Andecha”- y consiste en un trabajo personal, voluntario y gratuito que se ajusta al esquema de la reciprocidad equilibrada: “Hoy por ti, mañana por mí”. La andecha se inscribe por ello dentro de los trabajos que el derecho laboral denomina amistosos, benévolos y de buena vecindad.
La mano de obra de la andecha es reclutada atendiendo a  familiares, de amistad o vecindad, para prestar ayuda en a los habituales trabajos del ciclo agrícola que resultan más acuciantes y a aquellas tareas que son particularmente gravosas para las familias del pueblo que atraviesan circunstancias especiales como viudedad, enfermedad o similares. La andecha también se convoca para ayudar en el acarreo de materiales en la construcción o reparación de un edificio.
Similar concepto existe en la gallega como tornaxeira, y en la valenciana, con el nombre de tornallom.

## Participantes
En todo caso los participantes en la andecha, dado su carácter voluntario y gratuito, no pueden adquirir derechos de propiedad sobre el producto del trabajo en común, singularidad que constituye el rasgo juridificador de esta figura.